# Slöta församling
Slöta församling var en församling i Skara stift och i Falköpings kommun. Församlingen uppgick 2010 i Slöta-Karleby församling.

## Administrativ historik
Församlingen har medeltida ursprung. Omkring 1545 införlivades Saleby övra församling och efter 1680 Smeby församling och Falekvarna församling.
Församlingen var till omkring 1430 moderförsamling i pastoratet Slöta, Saleby, Smeby och Falekvarna. Från omkring 1430 till 1680 moderförsamling i pastoratet Slöta, Karleby, Leaby, Saleby (övre), Smeby, Lovene och Falekvarna. Från 1680 till 1998 moderförsamling i pastoratet Slöta och Karleby som från 1 maj 1922 även omfattade Åsle församling, Mularps församling och Tiarps församling. Från 1998 till 2010 var församlingen annexförsamling i pastoratet Falköping, Torbjörntorp, Friggeråker, Slöta, Karleby, Åsle, Mularp, Tiarp, Skörstorp, Yllestad och Marka och till 2006 Luttra Näs församling, Vistorp, Vartofta-Åsaka och Kälvense Församlingen uppgick 2010 i Slöta-Karleby församling.

## Organister
| Period    | Namn             | Levnadstid | Övrigt   |
| --------- | ---------------- | ---------- | -------- |
| 1857–1892 | Anders Andersson | 1826–1892  | Organist |

## Kyrkor
- Slöta kyrka